# Bela Crkva (Krivogastani)
Bela Crkva (macedónul: Бела Црква) település Észak-Macedóniában, a Pelagonijai körzet Krivogastani járásában.

## Népesség
| Lakosok száma | 882  | 930  | 907  | 831  | 807  | 687  | 530  | 498  | 442  |
|               | 1948 | 1953 | 1961 | 1971 | 1981 | 1991 | 1994 | 2002 | 2021 |

- 2002-ben 498 lakosa volt, akik mindannyian macedónok.